# Friedrich Franz II xứ Mecklenburg-Schwerin
Friedrich Franz II (1823-1883) là một quý tộc và tướng lĩnh của quân đội Phổ. Ông cũng là Đại Công tước của Mecklenburg-Schwerin từ ngày 7 tháng 3 năm 1842 cho tới khi từ trần ngày 15 tháng 4 năm 1883.
Mecklenburg đã tham gia chỉ huy quân đội Phổ – Đức trong cuộc chiến tranh thắng lợi của Đức với Pháp (1870 – 1871).
Ông là cha của Vương tế Heinrich xứ Mecklenburg-Schwerin chồng của Nữ vương Wilhelmina của Hà Lan và đồng thời cũng là ông nội của Nữ vương Juliana của Hà Lan.

## Cuộc đời và sự nghiệp
Ông sinh ngày 28 tháng 2 năm 1823 tại lâu đài Ludwigslust, là con trai trưởng của Đại Công tước Thừa kế Paul Friedrich xứ Mecklenburg và vợ của ông này là Công chúa Alexandrine của Phổ. Ông đã trở thành người thừa kế của đại công quốc sau khi cụ của ông là Đại Công tước Friedrich Franz I vào ngày 1 tháng 2 năm 1837. Friedrich Franz được giáo dục tại gia cho đến năm 1838, sau đó ông tham gia học viện Blochmann tại thành phố Dresden, trước khi nhập học tại Đại học Bonn. Friedrich Franz đã kế vị cha mình như một Đại Công tước vào ngày 7 tháng 3 năm 1842.
Friedrich Franz đã phục vụ trong Bộ Tổng tham mưu của Thống chế Friedrich Graf von Wrangel trong cuộc Chiến tranh Schleswig lần thứ hai. Trong cuộc Chiến tranh Áo-Phổ năm 1866, ông chỉ huy các lực lượng chiếm đóng Leipzig và bao vây Nürnberg. Ông cũng tham chiến trong cuộc Chiến tranh Pháp-Phổ, trong đó ông được phong làm Toàn quyền của thành phố Reims và trên cương vị là người chỉ huy của Quân đoàn XIII của Liên bang Bắc Đức, ông là tổng tư lệnh các lực lực lượng của Đức tiến hành vây hãm Toul. Sau những cuộc công pháo dữ dội của người Đức, đến ngày 23 tháng 9 năm 1870, Mecklenburg đã đánh chiếm được Toul, qua đó thu được về tay mình một số lượng tù binh lớn gồm 109 sĩ quan và 2.240 binh lính, cùng với một số lượng khí giới và đạn dược rất lớn. Sau khi chiếm được Toul, đoàn quân vây hãm dưới quyền Mecklenburg đã chuyển về hướng tây bắc và tiến hành cuộc vây hãm Soissons từ ngày 28 tháng 9 cho đến ngày 10 tháng 6 năm 1870, và Soissons cuối cùng thất thủ về tay quân đội Đức sau các đợt pháo kích. Chiếm được Soissons, các lực lượng của Mecklenburg đã thu được 4.700 tù binh Pháp và nhiều vũ khí. Vào ngày 7 tháng 11 năm 1870, ông được Tổng tham mưu trưởng Helmuth von Moltke Lớn bổ nhiệm làm chỉ huy của một Phân bộ quân hùng mạnh, bao gồm các lực lượng đến từ Phổ và Bayern, để phòng vệ cho các lực lượng của Phổ trong cuộc vây hãm Paris trước sự tấn công của Binh đoàn Loire. Mặc dù vậy, Moltke đã hạn chế đã quyền hành của Mecklenburg đối với đạo quân này: ông chỉ giữ chức vụ trên danh nghĩa và thực quyền thuộc về tay viên tham mưu của ông là tướng Albrecht von Stosch, một sĩ quan tài năng của Phổ. Các lực lượng dưới quyền ông liên tiếp giành chiến thắng trước quân đội Pháp trong các trận chiến tại Beaune-La-Rolande và Loigny-Poupry từ cuối tháng 11 cho đến đầu tháng 12 năm 1870, sau đó cùng với Binh đoàn thứ hai dưới quyền Hoàng thân Friedrich Karl góp phần giành chiến thắng trong trận Orléans lần thứ hai kéo dài hai ngày (3 – 4 tháng 12 năm 1870), và thất bại nặng nề này đã khiến cho các lực lượng thuộc Binh đoàn Loire bị suy nhược nghiêm trọng.
Sau chiến thắng Orléans, Phân bộ quân của Mecklenburg, với tư cách là một lực lượng trực thuộc Binh đoàn thứ hai của Friedrich Karl, đã tấn công quân Pháp dưới quyền tướng Antoine Chanzy và đánh bại cuộc kháng cự quyết liệt của đối phương trong trận chiến ở Beaugency từ ngày 8 cho đến ngày 10 tháng 12, và các thắng lợi của ông đã gây cho Binh đoàn Loire thiệt hại nặng nề (trong đó có nhiều người bị bắt làm tù binh). Mecklenburg cũng tham gia vào trận Le Mans Vào tháng 1 năm 1871, trong đó Quân đoàn XIII thuộc quyền của ông là lực lượng cánh trái của các đoàn quân Phổ dưới quyền chỉ huy của Hoàng thân Friedrich Karl. Trận đánh kết thúc với thất bại thê lương của Binh đoàn Loire của Pháp do Chanzy chỉ huy, trong đó 5 vạn quân Pháp đã đào ngũ. Không những giữ vai trò là một tướng lĩnh trong quân đội Phổ, ông đồng thời là một Nguyên soái của Đế quốc Nga. Friedrich Franz II qua đời vào ngày 15 tháng 4 năm 1883 tại Schwerin. Ông được kế vị làm Đại Công tước bởi con trai trưởng của mình là Friedrich Franz III.

## Gia đình
Đại Công tước Friedrich Franz II đã kết hôn với Công nương Augusta xứ Reuss-Köstritz (1822 – 1862) vào ngày 3 tháng 11 năm 1849 tại Ludwigslust. Họ có sáu người con:
- Friedrich Franz III (1851 – 1897), cha của Alexandrine, Hoàng hậu Đan Mạch và Cecile, Thái tử phi cuối cùng của Phổ.
- Paul Friedrich (1852 – 1923), kết hôn với Công nương Marie xứ Windisch-Graetz
- Marie (1854 – 1920), kết hôn với Đại Công tước Vladimir Alexandrovich của Nga. Con trai của Cyril đã trở thành người đòi quyền kế vị ngai vàng Nga sau khi người anh em họ của ông là Nga hoàng Nikolai II bị những người Bolshevik giết hại.
- Nikolaus (1855 – 1856)
- Johann Albrecht (1857 – 1920), Nhiếp chính Đế quốc của Công quốc Brunswick
- Alexander (1859 – 1859)

Friedrich Franz II tái hôn tại Darmstadt vào ngày 4 tháng 7 năm 1864 với Công nương Anne xứ Hesse và lưu vực sông Rhine. Họ có một đứa con gái:
- Anne (1865 – 1882)

Người vợ thứ ba của ông là Công nương Marie xứ Schwarzburg-Rudolstadt, và với người này ông có 4 đứa con:
- Elisabeth Alexandrine (1869 – 1955), kết hôn với Friedrich August II, Đại Công tước xứ Oldenburg (1852 – 1931)
- Friedrich Wilhelm (1871 – 1897)
- Adolf Friedrich (1873 – 1969)
- Heinrich (1876 – 1934), kết hôn với Nữ hoàng Wilhelmina của Hà Lan, là cha của Juliana của Hà Lan.

## Tổ tiên
| \| \| \| \| \| \| \| \| \| \| \| \| \| \| \| \| \| \| \| \| Friedrich Franz I xứ Mecklenburg-Schwerin \| \| \| \| \| \| \| \| \| \| \| \| \| \| \| \| \| \| \| \| \| \| \| \| \| \| \| \| \| \| \| \| \| \| \| \| \| \| \| \| \| \| \| \| \| \| \| \| \| \| \| \| \| \| Friedrich Ludwig xứ Mecklenburg-Schwerin \| \| \| \| \| \| \| \| \| \| \| \| \| \| \| \| \| \| \| \| \| \| \| \| \| \| \| \| \| \| \| \| \| \| \| \| \| \| \| \| \| \| \| \| \| \| \| \| \| \| \| \| \| \| Louise xứ Saxe-Gotha-Altenburg \| \| \| \| \| \| \| \| \| \| \| \| \| \| \| \| \| \| \| \| \| \| \| \| \| \| \| \| \| \| \| \| \| \| \| \| \| \| \| \| \| \| \| \| \| \| \| \| \| \| \| \| \| \| Paul Friedrich, Đại Công tước xứ Mecklenburg-Schwerin \| \| \| \| \| \| \| \| \| \| \| \| \| \| \| \| \| \| \| \| \| \| \| \| \| \| \| \| \| \| \| \| \| \| \| \| \| \| \| \| \| \| \| \| \| \| \| \| \| \| \| \| \| \| Pavel I của Nga \| \| \| \| \| \| \| \| \| \| \| \| \| \| \| \| \| \| \| \| \| \| \| \| \| \| \| \| \| \| \| \| \| \| \| \| \| \| \| \| \| \| \| \| \| \| \| \| \| \| \| \| \| \| Yelena Pavlovna của Nga \| \| \| \| \| \| \| \| \| \| \| \| \| \| \| \| \| \| \| \| \| \| \| \| \| \| \| \| \| \| \| \| \| \| \| \| \| \| \| \| \| \| \| \| \| \| \| \| \| \| \| \| \| \| Sophie Dorothee xứ Württemberg \| \| \| \| \| \| \| \| \| \| \| \| \| \| \| \| \| \| \| \| \| \| \| \| \| \| \| \| \| \| \| \| \| \| \| \| \| \| \| \| \| \| \| \| \| \| \| \| \| \| \| \| \| \| Friedrich Franz II xứ Mecklenburg-Schwerin \| \| \| \| \| \| \| \| \| \| \| \| \| \| \| \| \| \| \| \| \| \| \| \| \| \| \| \| \| \| \| \| \| \| \| \| \| \| \| \| \| \| \| \| \| \| \| \| \| \| \| \| \| \| Friedrich Wilhelm II của Phổ \| \| \| \| \| \| \| \| \| \| \| \| \| \| \| \| \| \| \| \| \| \| \| \| \| \| \| \| \| \| \| \| \| \| \| \| \| \| \| \| \| \| \| \| \| \| \| \| \| \| \| \| \| \| Friedrich Wilhelm III của Phổ \| \| \| \| \| \| \| \| \| \| \| \| \| \| \| \| \| \| \| \| \| \| \| \| \| \| \| \| \| \| \| \| \| \| \| \| \| \| \| \| \| \| \| \| \| \| \| \| \| \| \| \| \| \| Frederike Luise xứ Hessen-Darmstadt \| \| \| \| \| \| \| \| \| \| \| \| \| \| \| \| \| \| \| \| \| \| \| \| \| \| \| \| \| \| \| \| \| \| \| \| \| \| \| \| \| \| \| \| \| \| \| \| \| \| \| \| \| \| Alexandrine của Phổ \| \| \| \| \| \| \| \| \| \| \| \| \| \| \| \| \| \| \| \| \| \| \| \| \| \| \| \| \| \| \| \| \| \| \| \| \| \| \| \| \| \| \| \| \| \| \| \| \| \| \| \| \| \| Karl II xứ Mecklenburg-Strelitz \| \| \| \| \| \| \| \| \| \| \| \| \| \| \| \| \| \| \| \| \| \| \| \| \| \| \| \| \| \| \| \| \| \| \| \| \| \| \| \| \| \| \| \| \| \| \| \| \| \| \| \| \| \| Luise xứ Mecklenburg-Strelitz \| \| \| \| \| \| \| \| \| \| \| \| \| \| \| \| \| \| \| \| \| \| \| \| \| \| \| \| \| \| \| \| \| \| \| \| \| \| \| \| \| \| \| \| \| \| \| \| \| \| \| \| \| \| Friederike Karoline Luise xứ Hesse-Darmstadt \| \| \| \| \| \| \| \| \| \| \| \| \| \| \| \| \| \| \| \| \| \| \| \| \| \| \| \| \| \| \| \| \| \| \| \| \| \| \| \| \| \| \| \| \| \| \| \| \| \| \| \| |                                                       |  |  |  |  |  |  |  |  |  |  |  |  |  |  |  |
| |                                                       |  |  |  |  |  |  |  |  |  |  |  |  |  |  |  |
| | Friedrich Franz I xứ Mecklenburg-Schwerin             |  |  |  |  |  |  |  |  |  |  |  |  |  |  |  |
| |                                                       |  |  |  |  |  |  |  |  |  |  |  |  |  |  |  |
| |                                                       |  |  |  |  |  |  |  |  |  |  |  |  |  |  |  |
| | Friedrich Ludwig xứ Mecklenburg-Schwerin              |  |  |  |  |  |  |  |  |  |  |  |  |  |  |  |
| |                                                       |  |  |  |  |  |  |  |  |  |  |  |  |  |  |  |
| |                                                       |  |  |  |  |  |  |  |  |  |  |  |  |  |  |  |
| | Louise xứ Saxe-Gotha-Altenburg                        |  |  |  |  |  |  |  |  |  |  |  |  |  |  |  |
| |                                                       |  |  |  |  |  |  |  |  |  |  |  |  |  |  |  |
| |                                                       |  |  |  |  |  |  |  |  |  |  |  |  |  |  |  |
| | Paul Friedrich, Đại Công tước xứ Mecklenburg-Schwerin |  |  |  |  |  |  |  |  |  |  |  |  |  |  |  |
| |                                                       |  |  |  |  |  |  |  |  |  |  |  |  |  |  |  |
| |                                                       |  |  |  |  |  |  |  |  |  |  |  |  |  |  |  |
| | Pavel I của Nga                                       |  |  |  |  |  |  |  |  |  |  |  |  |  |  |  |
| |                                                       |  |  |  |  |  |  |  |  |  |  |  |  |  |  |  |
| |                                                       |  |  |  |  |  |  |  |  |  |  |  |  |  |  |  |
| | Yelena Pavlovna của Nga                               |  |  |  |  |  |  |  |  |  |  |  |  |  |  |  |
| |                                                       |  |  |  |  |  |  |  |  |  |  |  |  |  |  |  |
| |                                                       |  |  |  |  |  |  |  |  |  |  |  |  |  |  |  |
| | Sophie Dorothee xứ Württemberg                        |  |  |  |  |  |  |  |  |  |  |  |  |  |  |  |
| |                                                       |  |  |  |  |  |  |  |  |  |  |  |  |  |  |  |
| |                                                       |  |  |  |  |  |  |  |  |  |  |  |  |  |  |  |
| | Friedrich Franz II xứ Mecklenburg-Schwerin            |  |  |  |  |  |  |  |  |  |  |  |  |  |  |  |
| |                                                       |  |  |  |  |  |  |  |  |  |  |  |  |  |  |  |
| |                                                       |  |  |  |  |  |  |  |  |  |  |  |  |  |  |  |
| | Friedrich Wilhelm II của Phổ                          |  |  |  |  |  |  |  |  |  |  |  |  |  |  |  |
| |                                                       |  |  |  |  |  |  |  |  |  |  |  |  |  |  |  |
| |                                                       |  |  |  |  |  |  |  |  |  |  |  |  |  |  |  |
| | Friedrich Wilhelm III của Phổ                         |  |  |  |  |  |  |  |  |  |  |  |  |  |  |  |
| |                                                       |  |  |  |  |  |  |  |  |  |  |  |  |  |  |  |
| |                                                       |  |  |  |  |  |  |  |  |  |  |  |  |  |  |  |
| | Frederike Luise xứ Hessen-Darmstadt                   |  |  |  |  |  |  |  |  |  |  |  |  |  |  |  |
| |                                                       |  |  |  |  |  |  |  |  |  |  |  |  |  |  |  |
| |                                                       |  |  |  |  |  |  |  |  |  |  |  |  |  |  |  |
| | Alexandrine của Phổ                                   |  |  |  |  |  |  |  |  |  |  |  |  |  |  |  |
| |                                                       |  |  |  |  |  |  |  |  |  |  |  |  |  |  |  |
| |                                                       |  |  |  |  |  |  |  |  |  |  |  |  |  |  |  |
| | Karl II xứ Mecklenburg-Strelitz                       |  |  |  |  |  |  |  |  |  |  |  |  |  |  |  |
| |                                                       |  |  |  |  |  |  |  |  |  |  |  |  |  |  |  |
| |                                                       |  |  |  |  |  |  |  |  |  |  |  |  |  |  |  |
| | Luise xứ Mecklenburg-Strelitz                         |  |  |  |  |  |  |  |  |  |  |  |  |  |  |  |
| |                                                       |  |  |  |  |  |  |  |  |  |  |  |  |  |  |  |
| |                                                       |  |  |  |  |  |  |  |  |  |  |  |  |  |  |  |
| | Friederike Karoline Luise xứ Hesse-Darmstadt          |  |  |  |  |  |  |  |  |  |  |  |  |  |  |  |
| |                                                       |  |  |  |  |  |  |  |  |  |  |  |  |  |  |  |
| |                                                       |  |  |  |  |  |  |  |  |  |  |  |  |  |  |  |